# Іґаль Алон
Іґаль Алон (10 жовтня 1918 , Кфар-Таворd, Північний округ  — 29 лютого 1980 , Афула, Північний округ )(івр. יגאל אלון; (уроджений Пайкович) — державний та військовий діяч Ізраїлю, обіймав посади міністра праці, заступника прем'єр-міністра та міністра закордонних справ Ізраїлю, виконував обов'язки прем'єр-міністра Ізраїля.